# モルウェンナ・タルリング
モルウェンナ・タルリング (Morwenna Talling、2002年9月29日 - ) は、イングランドの女子ラグビーユニオン選手。

## プロフィール
- イングランド・ヨーク出身[1]。
- ポジションはロック(LO)。
- 身長 185cm、体重 84kg

## 略歴
2022年、ラグビーワールドカップ2021の女子イングランド代表に選ばれて、レッド・ローズ2大会連続準優勝に貢献。